# Pollenia ibalia
Pollenia ibalia är en tvåvingeart som beskrevs av Seguy 1930. Pollenia ibalia ingår i släktet vindsflugor, och familjen spyflugor. Inga underarter finns listade i Catalogue of Life.